# Nordic Haven
Nordic Haven – wieżowiec znajdujący się przy ulicy Artura Grottgera 4 w Bydgoszczy. Jego budowa rozpoczęła się w 2013 roku i zakończyła w 2016. Budynek ma 55 metrów wysokości i do czasu wybudowania River Towers był to najwyższy wieżowiec w Bydgoszczy.

## Historia

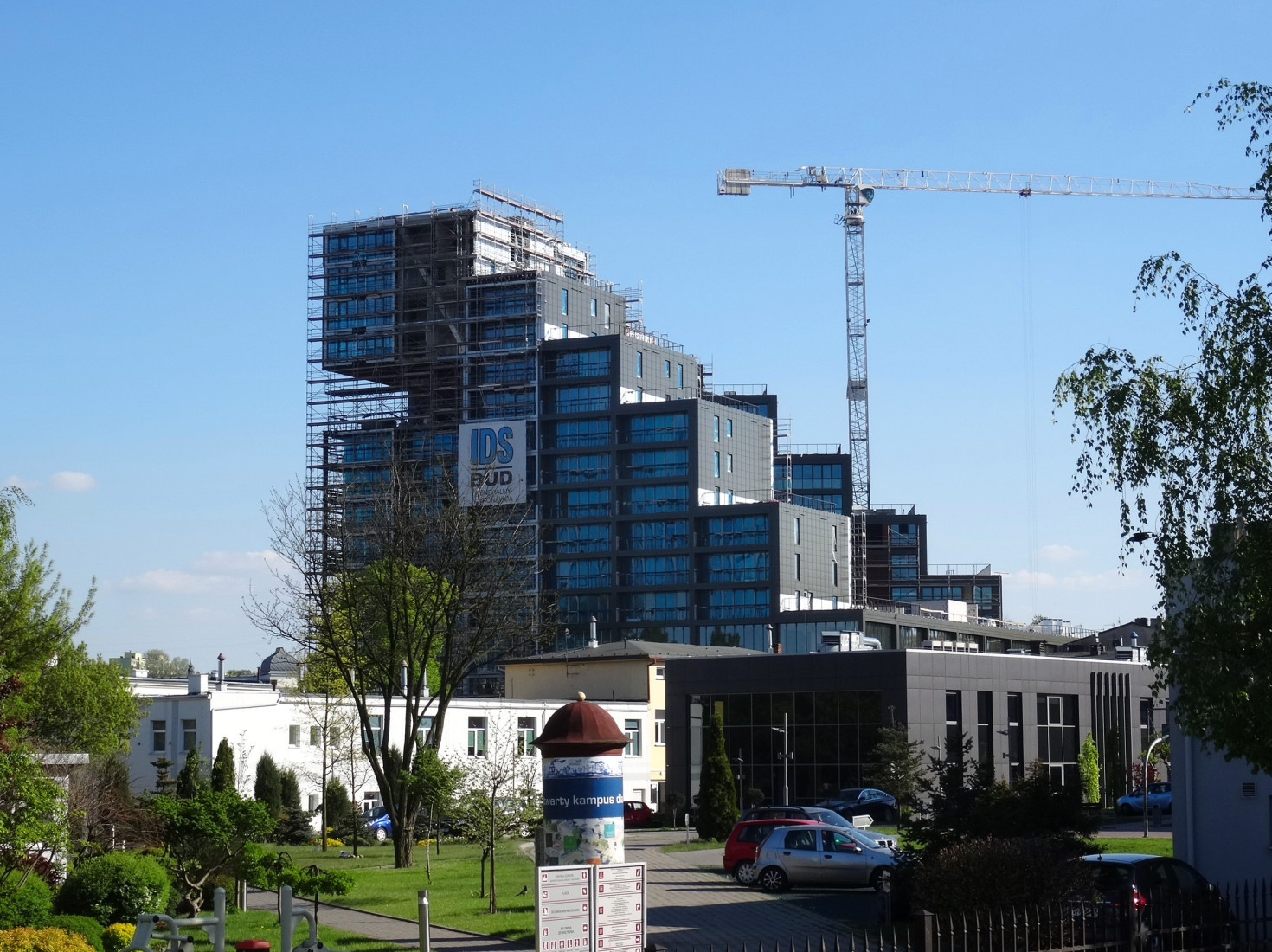
Budowa Nordic Haven (2016)

Architektem Nordic Haven został Mirosław Nizio. Alior Bank udzielił kredytu przedsiębiorstwu Nordic Development na budowę Nordic Haven. Początkowo budowa wieżowca miała rozpocząć się w 2012 roku. W kwietniu 2013 roku założyciel Wyższej Szkoły Gospodarki w Bydgoszczy Krzysztof Sikora złożył skargę do Urzędu Miasta Bydgoszczy, ze względu na to, że inwestycja mogła zacieniać sąsiednie budynki WSG. Budowa wieżowca rozpoczęła się w drugiej połowie 2013 roku. W sierpniu 2014 roku wstrzymano prace budowlane z powodu przygotowań do wykorzystania na budowie technologii, które dotychczas wykorzystywano przy budowie mostów.
21 grudnia 2015 roku podczas budowy wieżowca doszło do wypadku, w którym zginął jeden z pracowników. 13 marca 2017 roku doszło do pożaru styropianu, który ocieplał ścianę budynku. Pożar został ugaszony przez strażaków. W wyniku pożaru spłonęła część elewacji i ocieplenia wewnętrznego budynku. W 2016 roku ukończono budowę budynku, a w kolejnym roku został on oddany do użytku. Wartość inwestycji wyniosła 45 milionów złotych. Po upadku Nordic Development obiekt został przejęty w 2021 roku przez rodzinę Grzeniów, będącą właścicielem przedsiębiorstw Metalkas.

## Konstrukcja
Nordic Haven został usadowiony przy ulicy Artura Grottgera 4 przy rzece Brda. Budowla ma kaskadową konstrukcję oraz składa się z dwóch wcięć. Elewacja jest zbudowana z dużych przeszkleń oraz okładzin imitujących kamień i drewno. Na 16 kondygnacjach budynku znajduje się 129 mieszkań. Powierzchnia mieszkań to od 32 do 282 metrów kwadratowych. Mieszkanie na najwyższym – 15. – piętrze ma ponad 267 metrów kwadratowych i pięćdziesięciometrowy taras. Mieszkanie to zostało sprzedane na początkowym etapie budowy za około 2,5 miliona złotych. W budynku znajdą się cztery klatki schodowe, które są połączone na parterze dwoma holami wejściowymi, położonymi w części północnej i południowej Nordic Haven. W 2019 roku 65-metrowy River Towers został najwyższym wieżowcem w województwie kujawsko-pomorskim.

## Odbiór
Na najwyższym piętrze wieżowca nagrany został teledysk do loopowego coveru „Sweet Dreams (Are Made of This)” zespołu Pinky Loops. Jego premiera odbyła się 25 maja 2017 roku. Fragment teledysku do utworu „Nauka” rapera Chio EMB został nagrany na tarasie Nordic Haven, a jego premiera odbyła się we wrześniu.
W 2019 roku Nordic Haven zajął 12. miejsce ze średnią ocen 8,14 w polskim plebiscycie architektonicznym zorganizowanym przez forum internetowe SkyscraperCity. Właścicielką jednego z mieszkań Nordic Haven jest polska lekkoatletka Anna Jagaciak-Michalska.